# Bernhard Goodwin

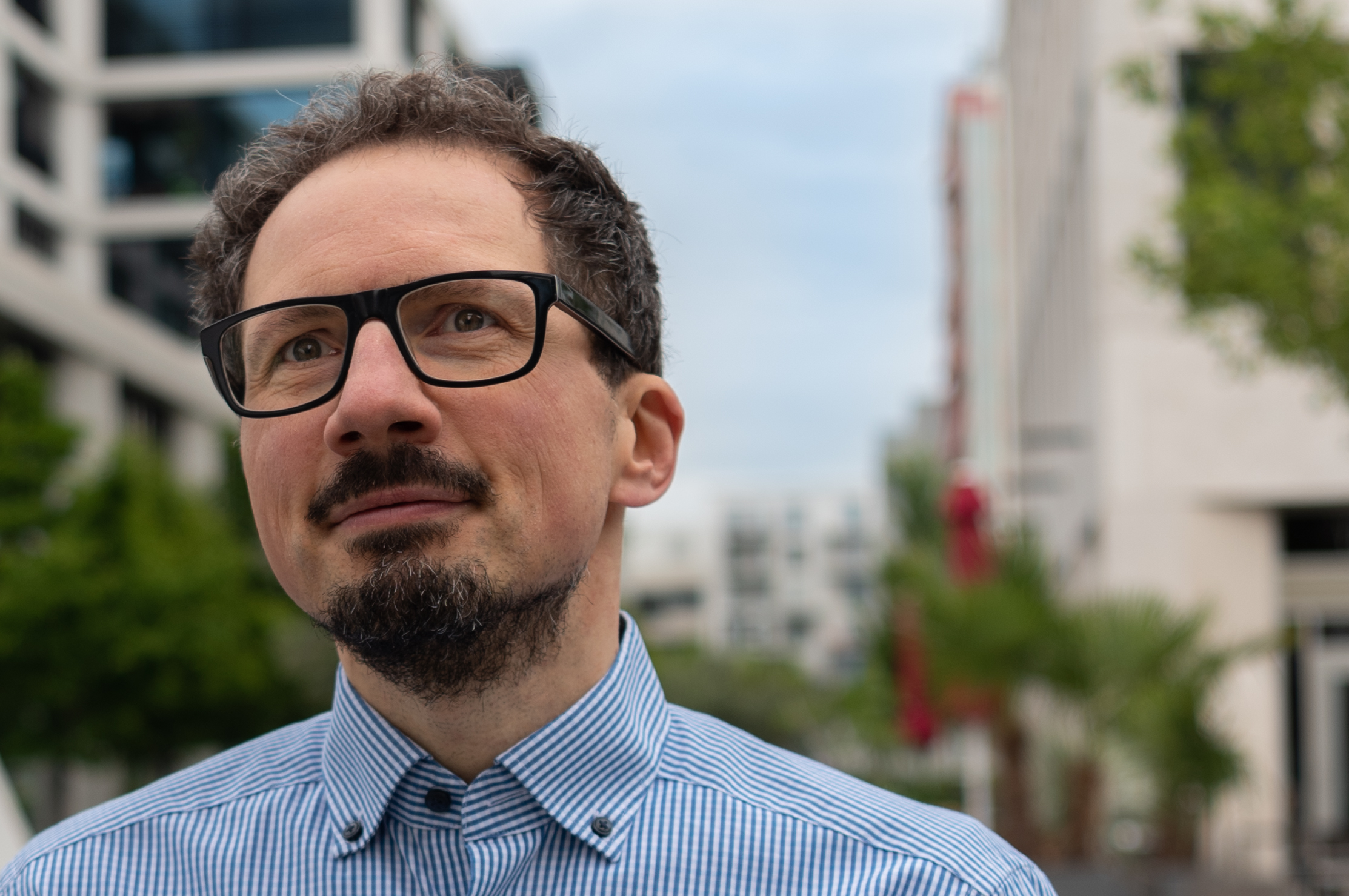
Bernhard Goodwin (2020)

Bernhard Goodwin (* 1979 in Stuttgart) ist ein deutscher Schauspieler, Kommunikationswissenschaftler und SPD-Politiker. Besondere Bekanntheit erlangte er durch seine Rolle als Prof. Dr. Bernhard Birnbaum in Walulis sieht fern.

## Leben
Bernhard Goodwin wurde im Jahr 1979 als Sohn eines US-Amerikaners und einer Südafrikanerin in Stuttgart geboren.
Er engagierte sich nach eigenen Angaben nach seinem Schulabschluss während seines Zivildienstes in der Flüchtlingshilfe. Danach studierte von 1999 bis 2005 Kommunikationswissenschaft an der Ludwig-Maximilians-Universität in München. Von 2005 bis 2009 war er wissenschaftlicher Mitarbeiter ebenda. Seit seiner Promotion 2011 arbeitet er im Fachbereich Medien- und Kommunikationswissenschaft.
Goodwin ist Leiter der Geschäftsstelle des Departments Institut für Kommunikationswissenschaft und Medienforschung und arbeitet nebenberuflich als Schöffe.
Die Schwerpunkte von Goodwins Forschungsarbeit sind Wissenschaftskommunikation, Umweltkommunikation, Datenjournalismus und Cybermobbing.
Goodwin ist seit 2015 auch regelmäßig in verschiedenen Formaten auf Walulis' YouTube-Kanal zu sehen. Am 1. März 2018 moderierte er in seiner Rolle des Prof. Bernhard Birnbaum sogar eine ganze Folge.
Goodwin, der seit dem Jahr 1995 Mitglied der SPD ist und zwischen 2014 und 2017 als Pressesprecher der Münchner SPD amtierte, wurde 2016 von seiner Partei zum Direktkandidaten im Bundestagswahlkreis München-West/Mitte für die Bundestagswahl 2017 bestimmt. Er erhielt bei der Wahl 23,1 % der Erststimmen und unterlag damit dem Kandidaten der CSU, Stephan Pilsinger. Da er nicht auf der Landesliste antrat, zog er nicht in den Bundestag ein.
Für die Kommunalwahlen 2020 wurde Goodwin von der SPD in Karlsfeld im Landkreis Dachau zum Kandidaten für das Amt des Bürgermeisters vorgeschlagen. Bei der Wahl unterlag er jedoch dem Amtsinhaber Stefan Kolbe im ersten Wahlgang. Daneben gewann er je ein Mandat im Gemeinderat sowie im Kreistag, er kündigte jedoch an, beide Mandate nicht anzunehmen.

## Mitgliedschaften
- Vertrauensdozent der Hans-Böckler-Stiftung
- Vorsitzender des Committee on Sustainability der ICA
- Stellvertretender Sprecher des Konvents der wissenschaftlichen Mitarbeiterinnen und Mitarbeiter der LMU
- Vorsitzender des afk-Fernsehvereins

## Filmografie
- 2012 bis 2014: Walulis sieht fern